# Пошта Майдану
Пошта Майдану (також Польова Пошта Майдану) — громадський проєкт, який виник під час подій Євромайдану у Києві у січні 2014 року. Мета проєкту — розвиток української культури та історії в найкращих традиціях листування.
На початку 2014 року волонтери Євромайдану організували листування між «мешканцями» наметового містечка на Майдані Незалежності у Києві. Пошта працювала щодня. Поштові скриньки були встановлені на стендах біля Головпоштамту і в Українському Домі, а ввечері волонтери-поштарі забирали листи зі скриньок і розносили їх по наметах. Після буремних подій 18-20 лютого продовження діяльності Пошти Майдану було під питанням, та попри все Пошта Майдану відновила свою роботу з 1 березня. Відтоді Пошта запрацювала у новому форматі: окрім вже звичної доставки листів в межах Майдану, листи почали відправлятися в межах Києва, України та навіть за кордон. Конверти та поштові марки купували за свої кошти або їх приносили люди, що хотіли допомогти цій справі. Кожна марка, листівка чи конверт має символічну ціну — одна добра справа, адже все це робилось і робиться абсолютно безкоштовно.

## Історія

### Грудень 2013
У відповідь на жорстокий розгін студентів на Майдані Незалежності та на вулиці Хрещатик почали стихійно встановлюватись намети. Люди приїздили з усіх куточків України. Незважаючи на хуртовину й різке похолодання, люди почали облаштовувати наметове містечко.
Кінець осені та початок зими 2013-го року об'єднав велику кількість цікавих людей зі своїми ідеями, своїм баченням, своїм нестандартним мисленням і прагненням змінити щось у своєму житті і житті країни.

### Січень 2014
Наприкінці січня атмосфера на Майдані була досить пригніченою. Два місяці стояння, постійні морози і найголовніше — перші вбивства, що стались на вулиці Грушевського. Саме тоді Марта Чабанюк, львівський архітектор, вирішила створити пошту на Майдані Незалежності, щоб трішки відволікти людей і подарувати їм можливість спілкування за допомогою листів. Існує вислів: нове — це добре забуте старе. Мартина бабця, яка колись була поштаркою УПА в тяжкі часи української історії, розповідала, з яким нетерпінням тоді люди чекали листів, а потім з яким бажанням вони писали листи на фронт. Тому Марта вирішила, що створенням пошти вона може хоч якось допомогти людям залишатися людьми в цей складний період.
Її ідея полягала в тому, щоб розмістити на кожному наметі поштову скриньку і донести до всіх людей, які перебувають на Майдані, що вони можуть писати листи один одному, а кияни і люди, які приїжджають на Майдан час від часу, можуть писати листи подяки, слова підтримки та вдячності майданівцям. Як поштові скриньки було вирішено використати звичайні лотки, які зазвичай використовують для зберігання чи транспортування їжі. В них паяльником робився отвір для вкидання листів, а за допомогою мотузки скринька прикріплювалась до намету чи іншої архітектурної споруди Майдану. Саме в цей час починає формуватися майбутня команда Пошти Майдану.

### Лютий 2014
Було розроблено план розташування наметів та будівель на Майдані і надання їм індивідуальних адрес. Для полегшення доставки листів і для більшої схожості з реальною поштою, кожен намет мав свій індекс. Намети обирали індекси самостійно: від 1 до 99, а згодом з'явилися і тризначні індекси. На першому етапі було закуплено 60 лотків, але згодом їх кількість значно збільшилася.
Офісним приміщенням Пошти Майдану став Український Дім.
Згадує Юрій Регліс — один з засновників Пошти Майдану:
|  | Ми просто кожного вечора збиралися, тому, що там з'являлось особливе натхнення. Ми не знали, чим все це закінчиться, як довго ми будемо всім цим займатися, ми просто приходили, застеляли на східці старі поношені речі, сиділи, та обмірковували. Хто паяв скриньки, хтось писав індекси, назви наметів і робив малюнки, які б позначали цей намет, хтось в'язав мотузки на скриньки, а хтось просто грав на гітарі. І на останньому метро ми їхали додому чи залишались на Майдані. І так кожного вечора. Це був чудовий час |

Індекси встановлених наметів, інструкція користування поштою та скринька для листів були розміщені на двох, спеціально розроблених стендах: один — в Українському Домі, другий — навпроти Головпоштамту.
Згадує Марта Чабанюк:
|  | Спочатку люди не дуже розуміли, для чого ця Пошта Майдану і навіщо писати листи, коли можна просто зайти в намет поспілкуватись чи подзвонити. Поштарі намагались пояснювати, чому потрібно писати листи. |

| Листи, написані рукою, тепер вже виглядають як привітання з минулого століття. (Торнтон Уайлдер) |

Біля Головпоштампу поставили стіл, де поштарі-волонтери розповідали людям про Пошту Майдану і закликали людей не бути байдужими і написати листа майданівцям. Одного разу в Український Дім завітала одна творча особа. Ознайомившись з тим, чим займається Пошта Майдану, він зауважив, що на всіх справжніх поштах завжди є марки і добре було б, що і на Пошті Майдану були марки. А на наступний день приніс на простих листах А4 марки, на яких було написано «Українська революція 2013—2014. 1 добра справа». Поштарі розрізали їх і почали клеїти на листи. Так з'явилась перша марка Пошти Майдану, а її автор — Микола Марусик. Приблизно у такому форматі Пошта працювала до 18 лютого 2014 року.
Після подій 18-20 лютого, коли було знищено більше половини наметів, знищено майже все майно Пошти Майдану, а стіл і стенд пішли на облаштування барикад, майбутнє пошти Майдану стало проблемним, а подальші дії були невизначеними.
Наприкінці лютого до Пошти Майдану звернувся один з філателістів з пропозицією підтримати їх проєкт, та надав для цього необхідні матеріали: конверти, українські поштові марки з наддруківками «Польова Пошта Майдану», власноруч розроблені і роздруковані марки на різну тематику та календарний штемпель з пересувною датою. Штемпель був застосований 28 лютого, а офіційною датою його введення вважається 1 березня 2014 року. На цьому закінчується перший етап діяльності Пошти Майдану, головною функцією якої було поштове обслуговування наметового містечка на Майдані Незалежності.

### Весна 2014
1 березня 2014 починається новий етап в розвитку Пошти Майдану. Окрім вже звичної доставки листів у межах Майдану, листи почали відправлятися в межах Києва, України та навіть закордон, що стало можливим завдяки Укрпошті (на конверти окрім марок Пошти Майдану, клеїли стандартні державні марки згідно тарифу відправлень по Україні, також відправлялись за кордон). В перші дні було відправлено дуже багато листів (понад сто в день) в різні куточки нашої країни і світу. Процес набирав оберти, почали з'являтися нові ініціативи і проєкти. Цілу весну Пошта Майдану працювала майже щодня (особливий ажіотаж був у вихідні дні). Марки і відправлення хоч і були безкоштовні, все ж мали номінальну ціну — одна добра справа (поштарі брали на себе функцію відправлення, а користувач зобов'язувався зробити одну, будь-яку, добру справу). Цей номінал на більшості марок діє і понині. Навесні 2014 було випущено близько 20 марок, поштарі почали робити перші власні конверти, започаткували різні проєкти та ініціативи: «Підтримай українського солдата — напиши листа в Крим», «Шкільний лист», «Листи в АТО».

### Літо 2014
З 1 червня Пошта Майдану почала працювати тільки по вихідним (в суботу і неділю), такий графік діє й понині. Протягом цього періоду продовжувався вихід марок, особливу популярність завоювала серія «Світ Майдану» із зображенням головних символів й атрибутів революції. Автор марок — художниця Юлія Овчаренко. В серпні вийшла серія, присвячена століттю українських січових стрільців із 5 марок. Також Пошта Майдану продовжувала випуск нових конвертів, з'явились перші поштові листівки. Дуже популярною стала ініціатива Пошти Майдану «Розмалюй бруківку — збережи історію». Пересічні прохожі підходили і розфарбовували бруківку, прямо за поштовим столом. Дехто забирав її із собою (додому чи в музей), більшість залишали на майдані (була зроблена невеличка виставка бруківок в музеї майдану біля козацького редуту). Після знесення наметового містечка 9 серпня, попри все Пошта Майдану вийшла наступного дня на Майдан Незалежності. Це була одна з небагатьох ініціатив, що виникли на майдані в часи революції Гідності, яка попри зникнення майданівського середовища продовжила свою діяльність. 24 серпня на День Незалежності вийшла перша спільна марка Пошти Майдану та Козацької Пошти (автор якої, Андрій Пилюх, з липня 2014 почав активно допомагати і став одним із членів Пошти Майдану), присвячена 23-й річниці Незалежності. Також влітку 2014 Пошта Майдану робить невелику експозицію в своїй першій виставці «Вільний мікрофон».

### Лютий 2015
В пам'ять про загиблих під час Євромайдану Пошта Майдану випустила пам'ятний блок «Небесна Сотня». На обкладинці використано малюнок Юрія Журавля. Автор малюнків всередині блоку — Юлія Овчаренко.

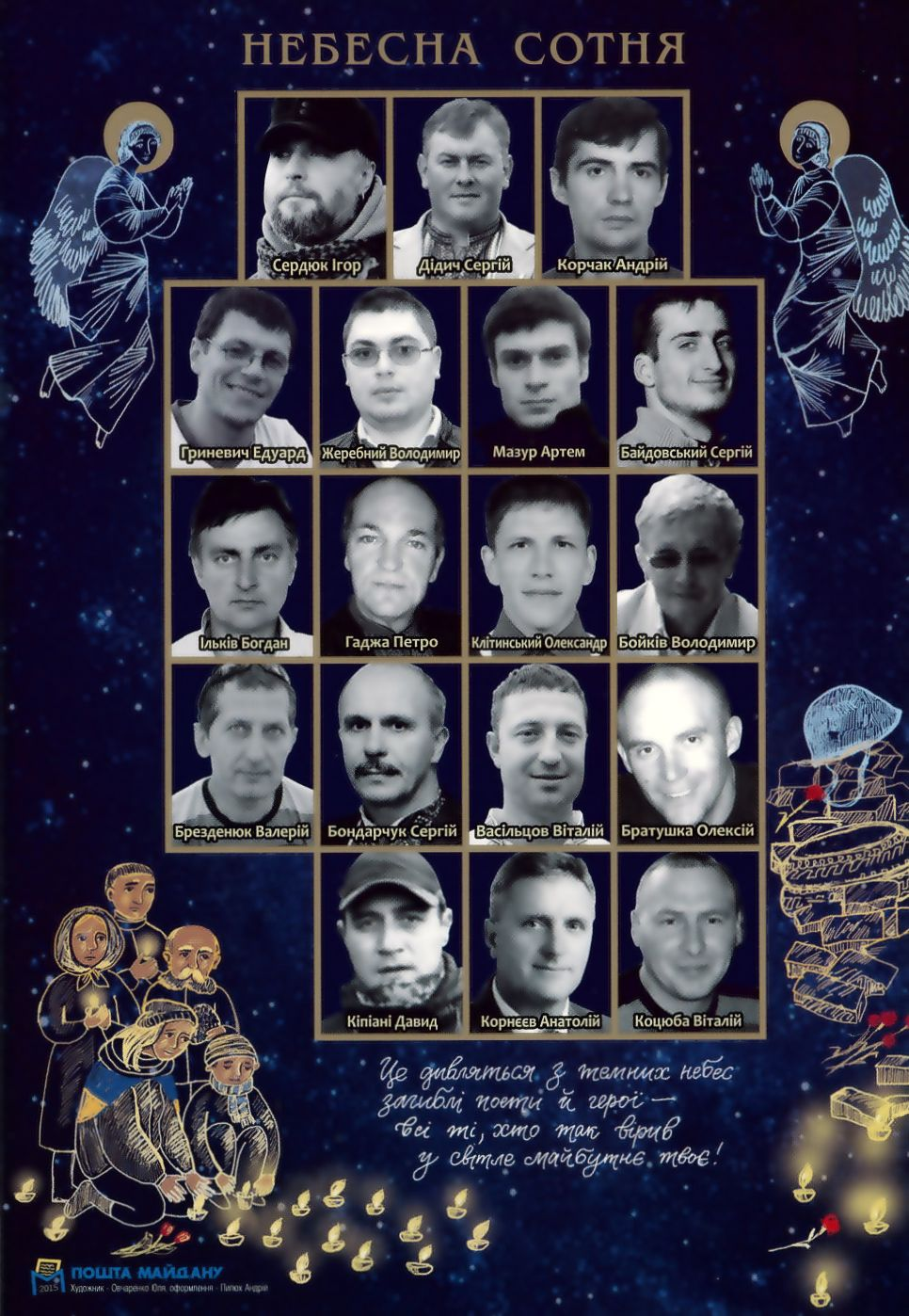
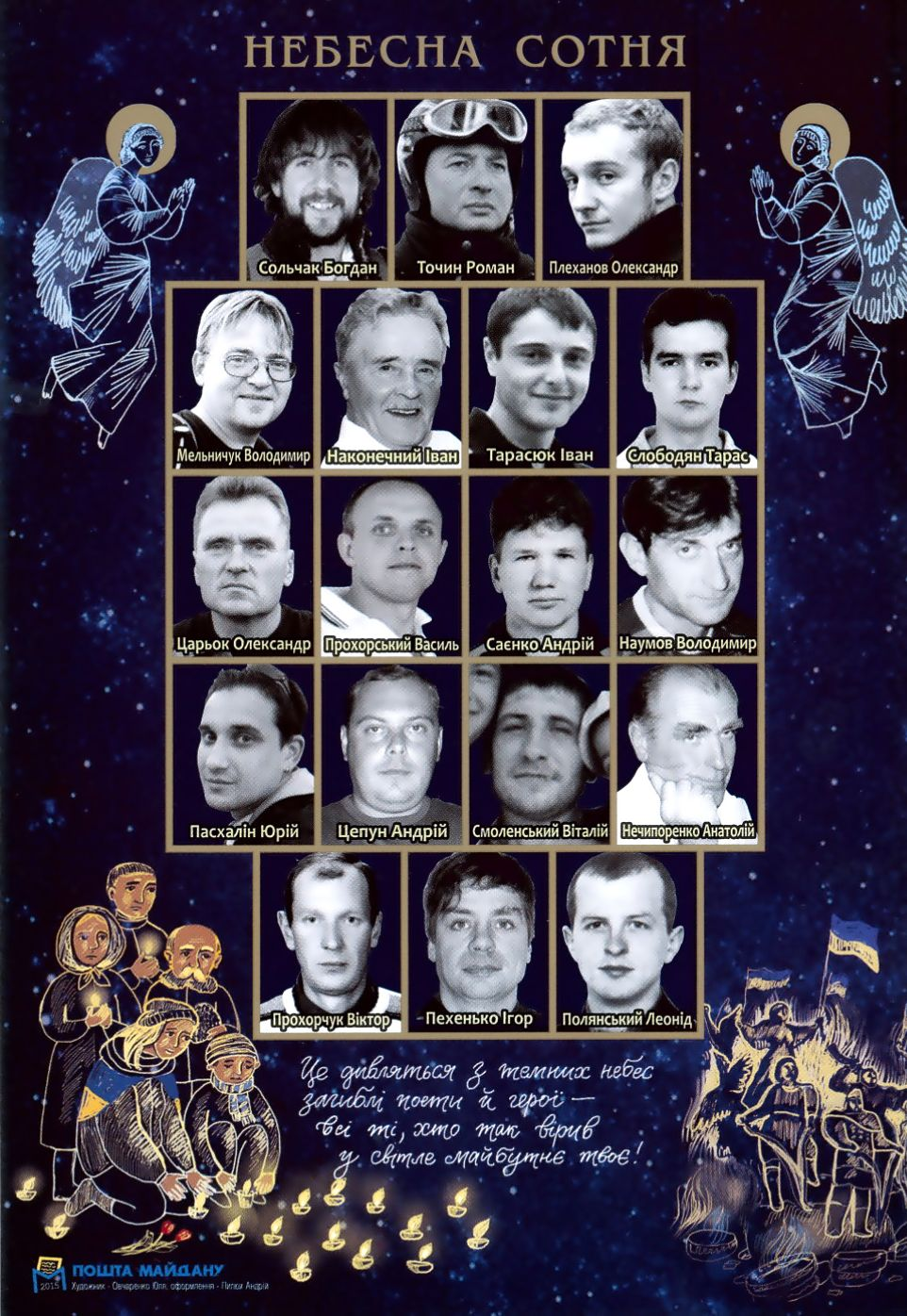
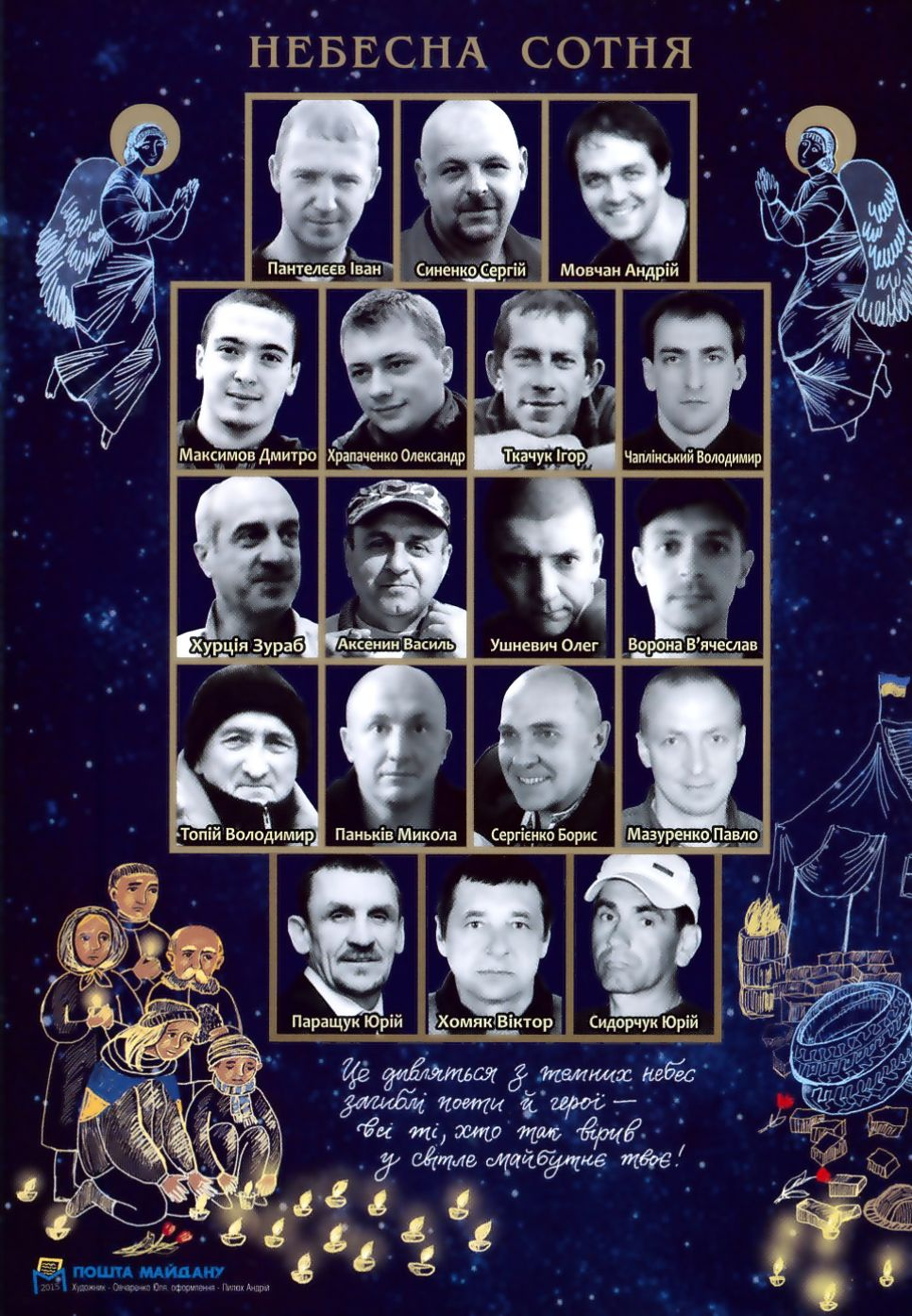
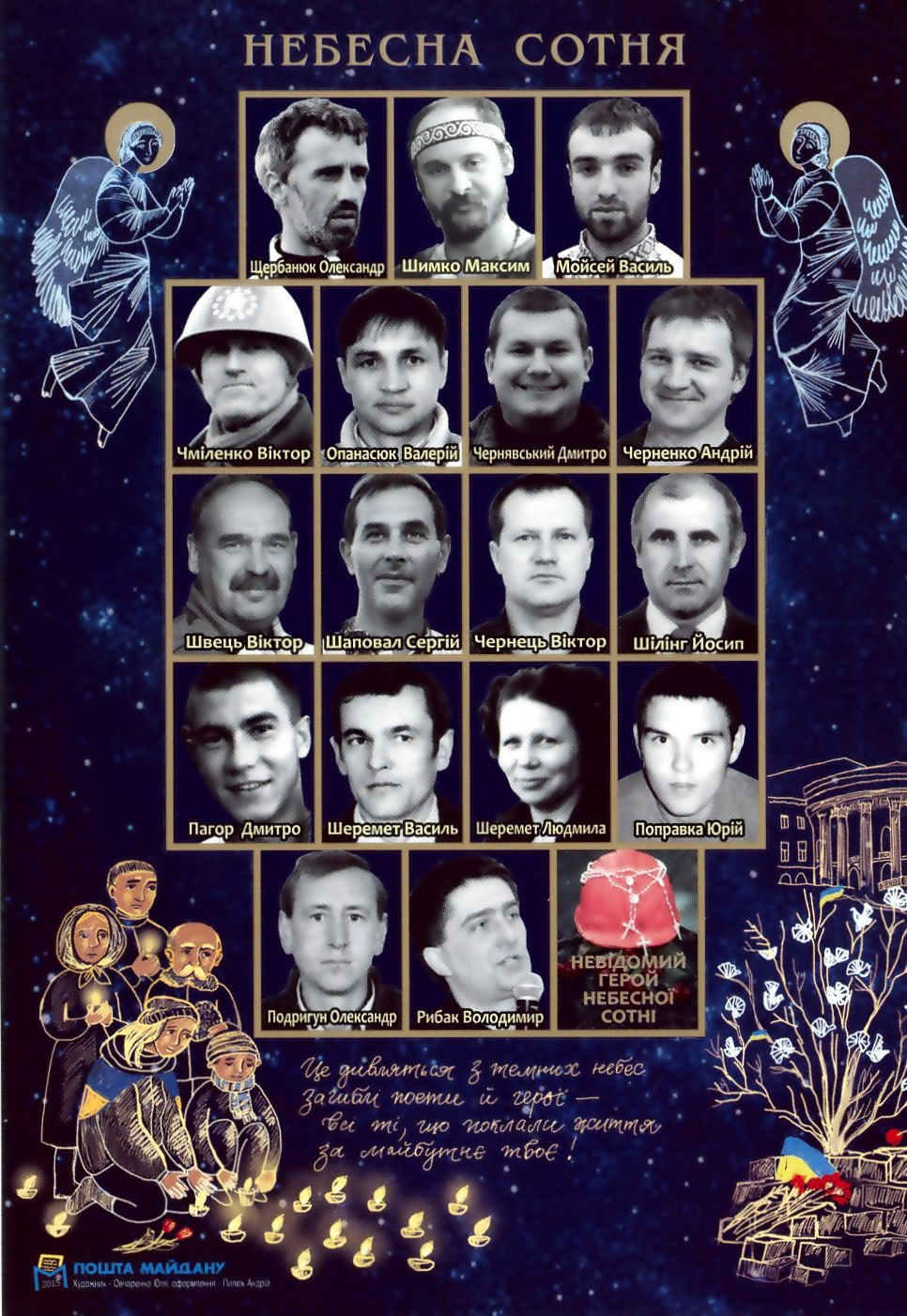
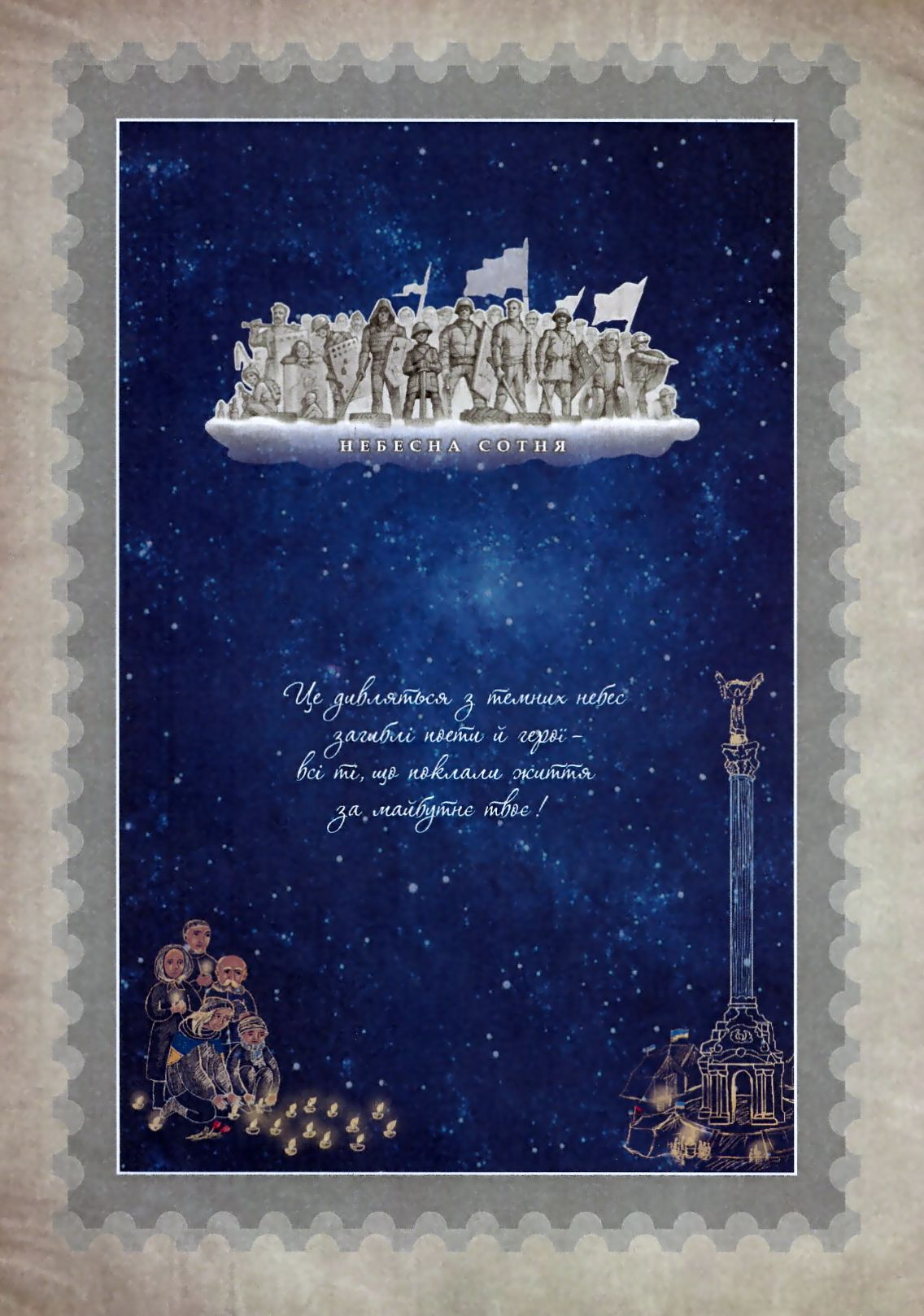
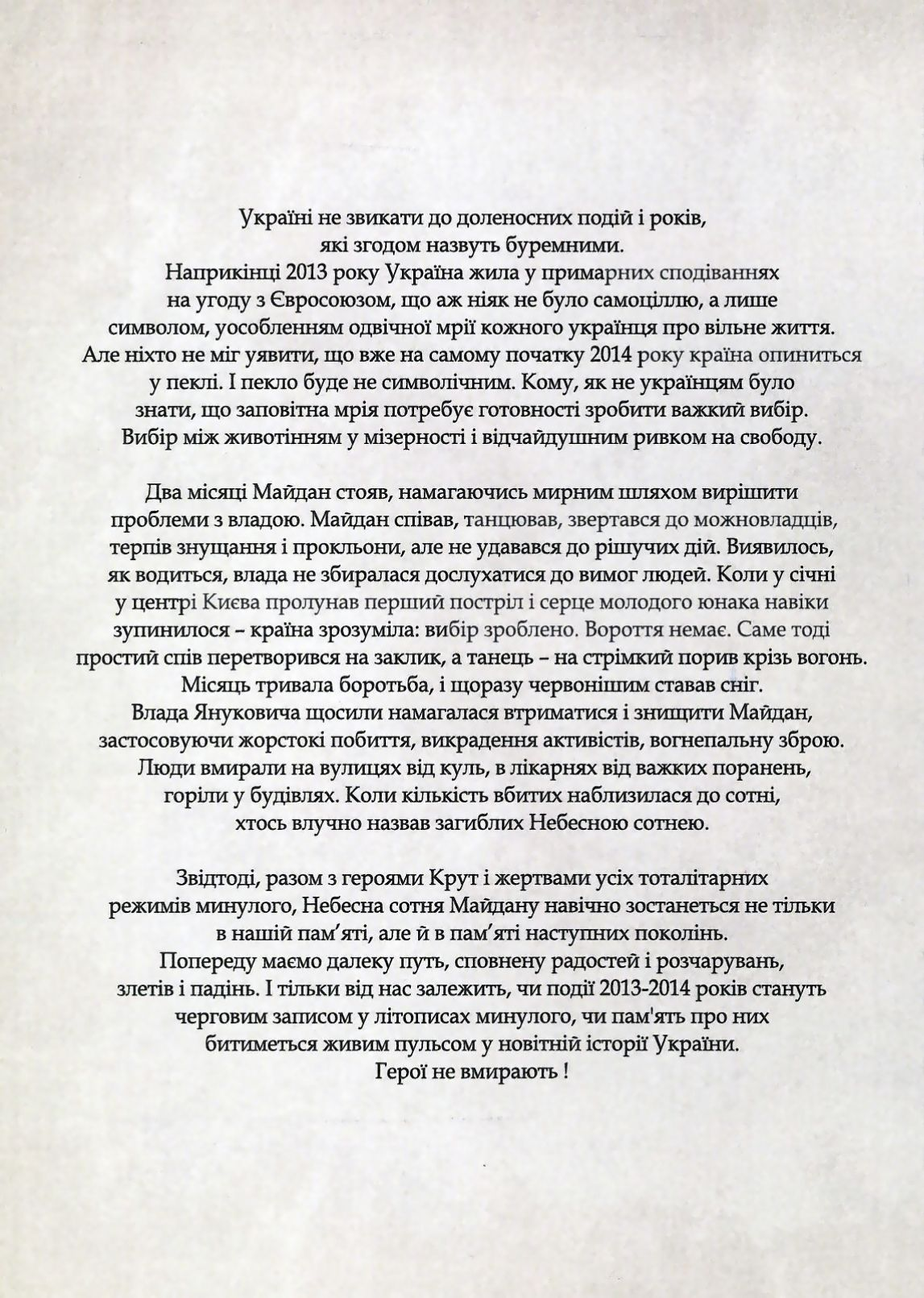

## Проєкти Пошти Майдану
«Підтримай українського солдата — напиши листа в Крим» — це був перший проєкт в рамках діяльності Пошти Майдану, метою якого була моральна підтримка військовослужбовців у Криму. На це поштарів надихнула молода сім'я, яка написала надзвичайно зворушливого листа для кримчан. На цей проєкт відгукнулися багато киян та гостей міста. Проєкт існував до припинення автомобільного і поштового зв'язку з Кримом. Під час проведення цього проєкту різними шляхами було відправлено до 1000 листів.
Кваліфіковані філателісти й працівники Головпоштамту допомагали вдосконалювати поштову службу Майдану.
Варто відзначити окрему категорію користувачів послугами Пошти Майдану — це філателісти.
Епіцентр революційних подій почав зміщуватись з Майдану Незалежності на східні регіони України. Пошта Майдану намагається оперативно відгукуватись на виклики часу. Було організовано поїздку до Харкова з метою на власні очі побачити і зрозуміти ті події, які там відбуваються та організувати аналогічну пошту в Харкові. На жаль ініціатива не виправдала сподівань і виявилася дещо небезпечною для поштарів через агресивне ставлення деяких представників місцевого населення (див. Тітушки).
Два інші проєкти Пошти Майдану:
«Шкільний лист» і «Листи в АТО».
Триває відправлення листів, листівок, оберегів, різноманітних цінностей воякам і добровольцям України в зону бойових дій.

## Марки та листівки

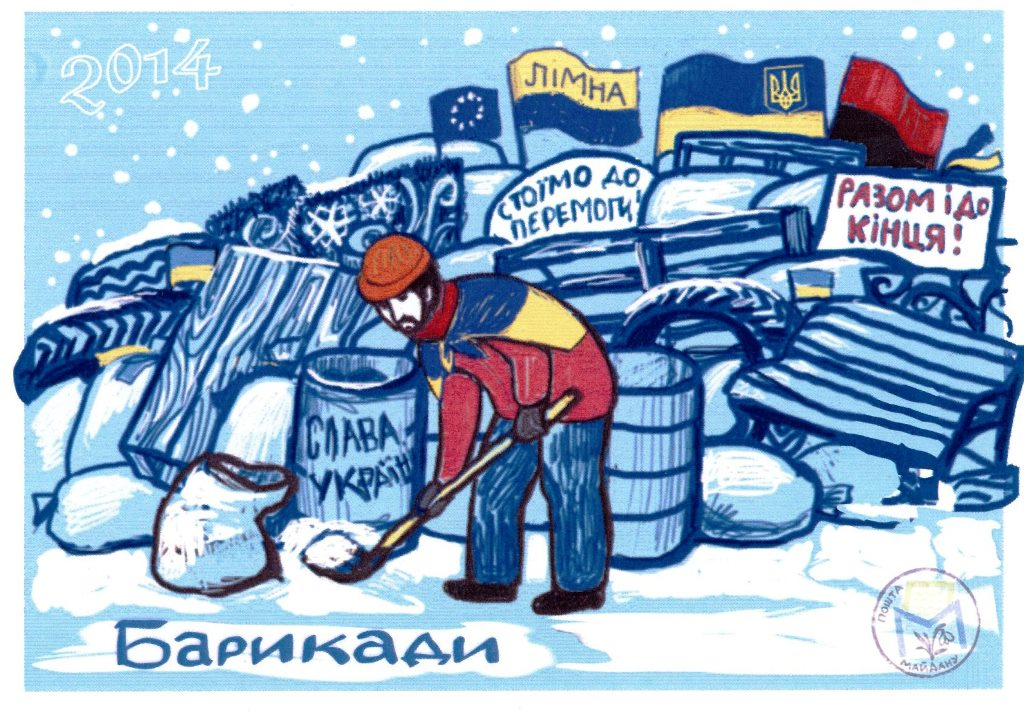
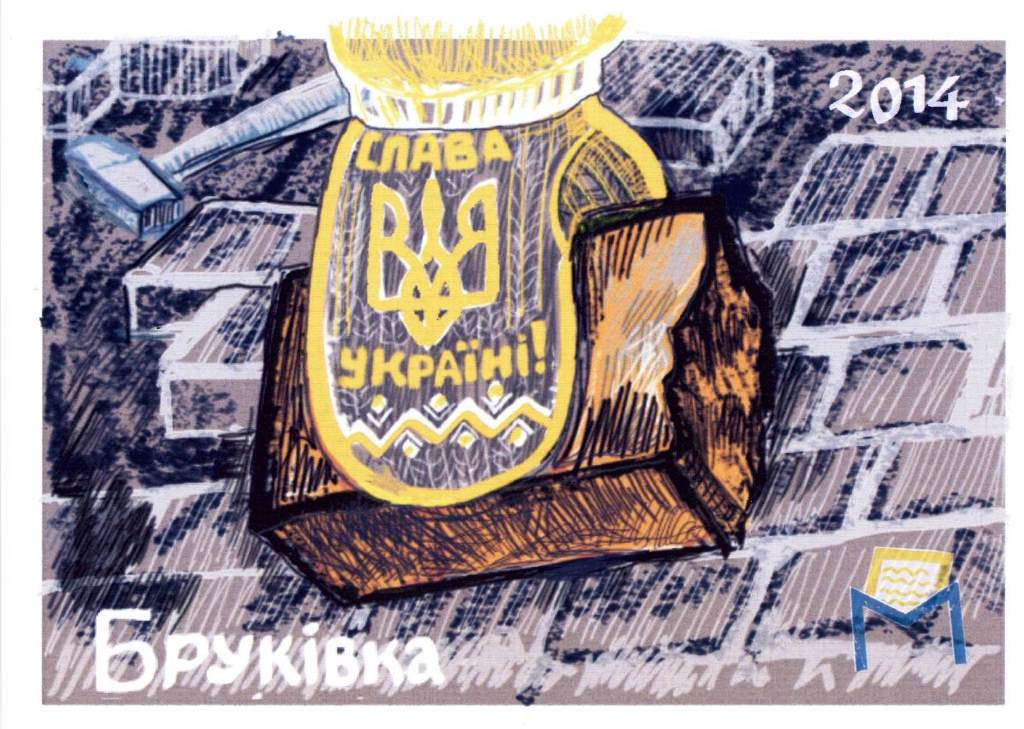
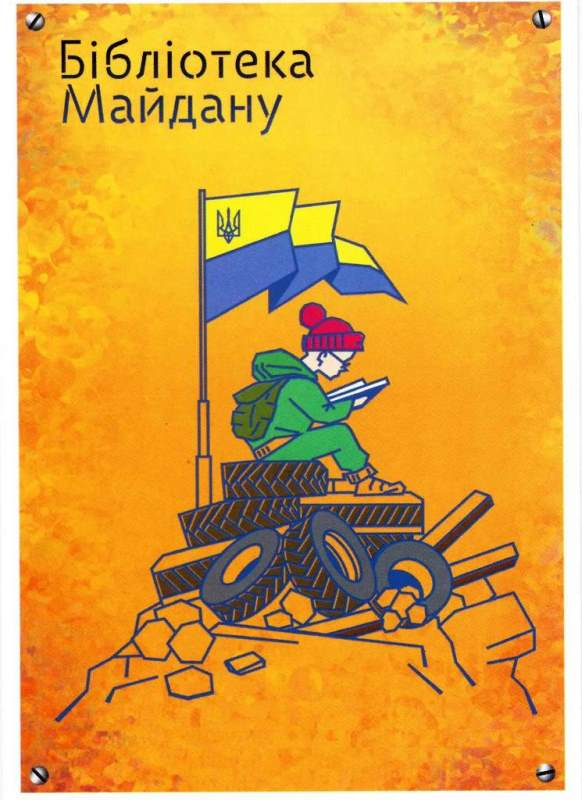
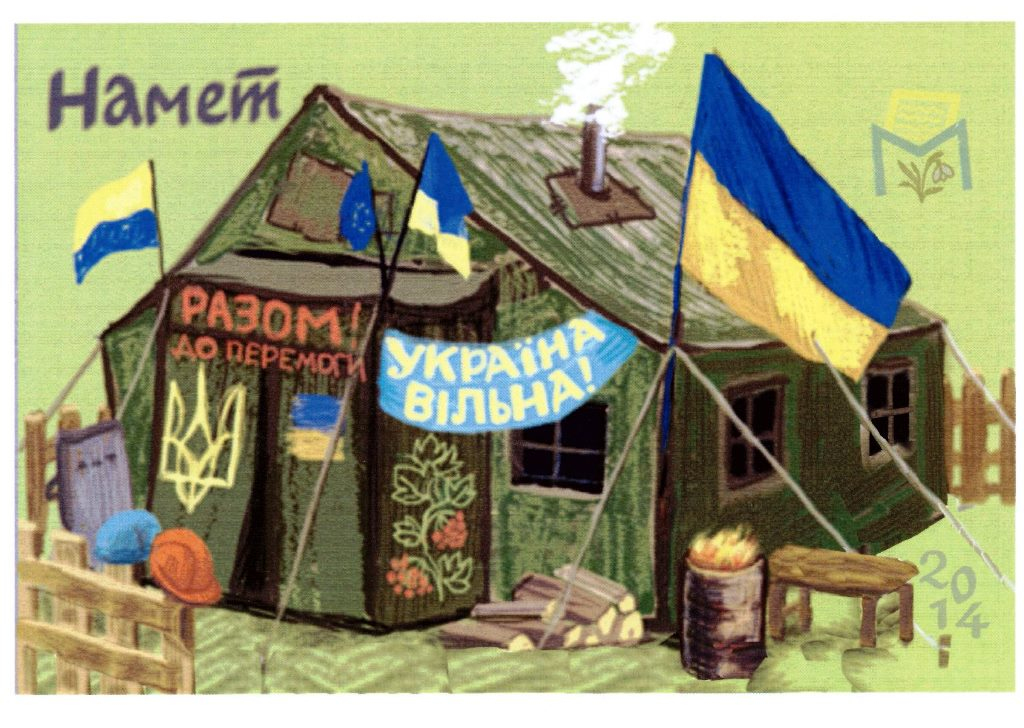
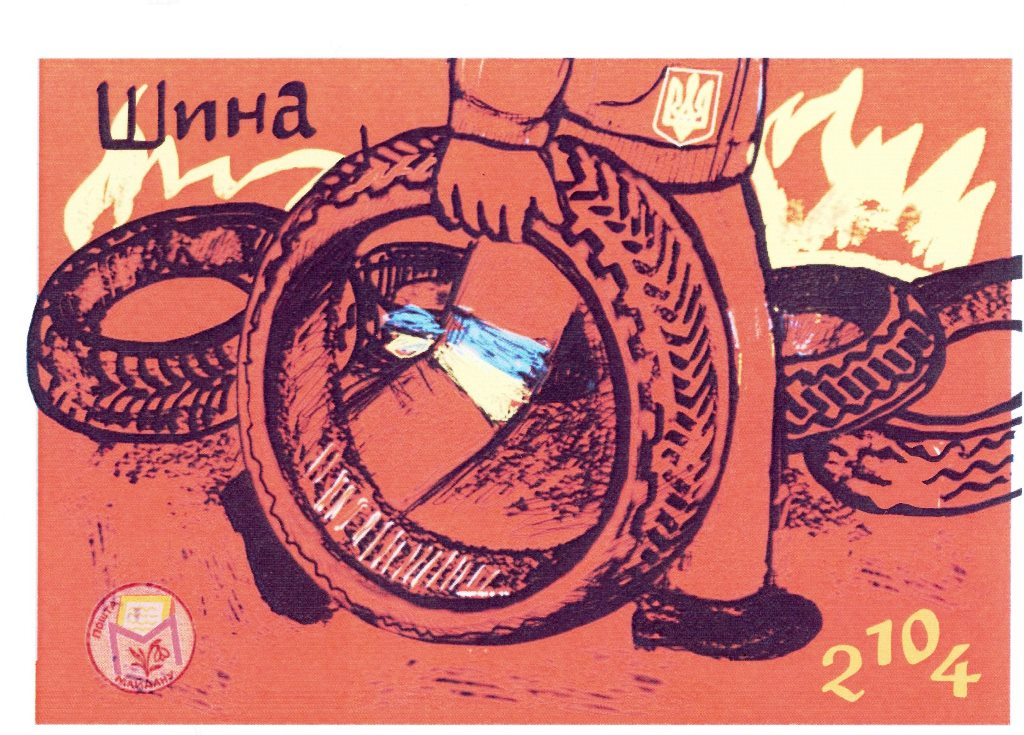

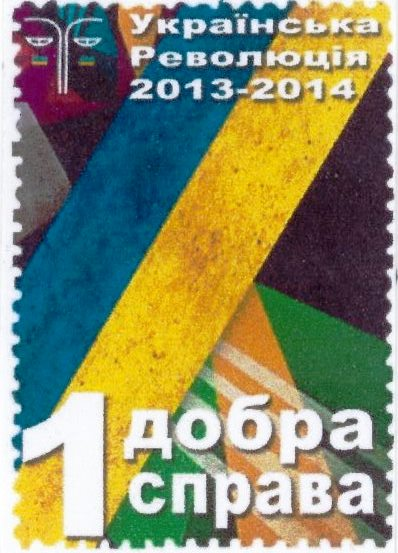
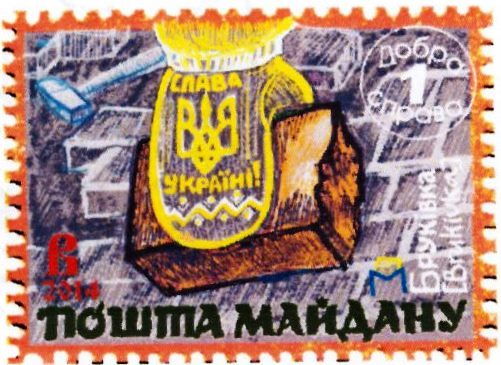
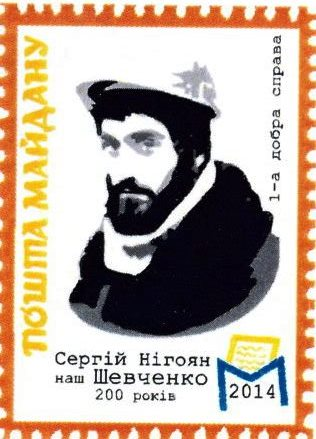
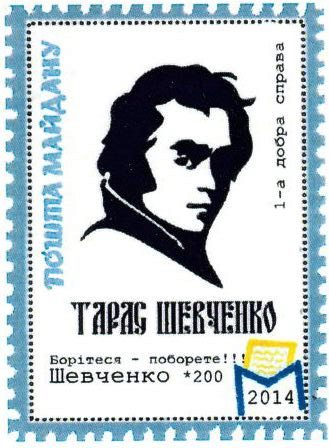
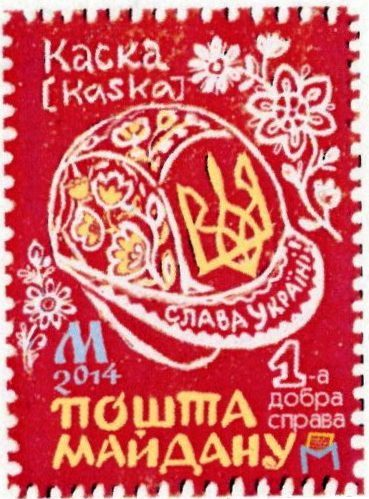
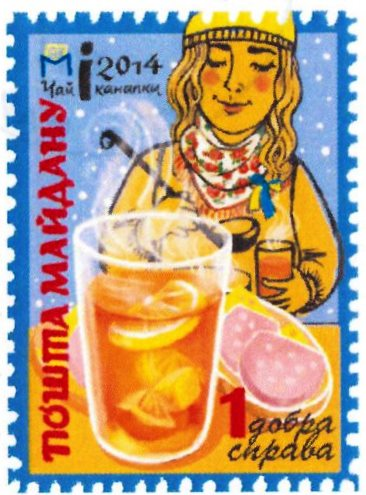
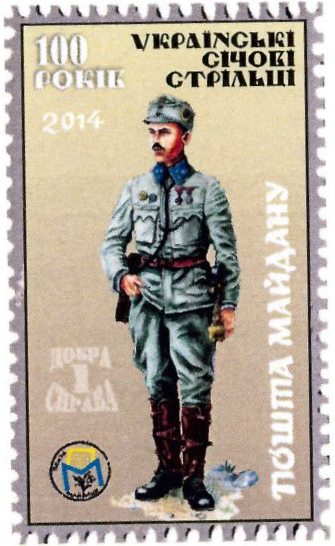
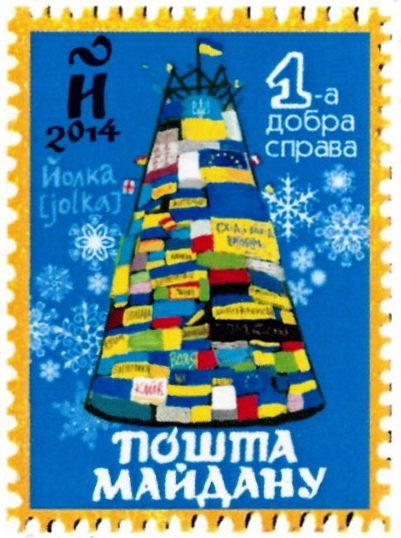
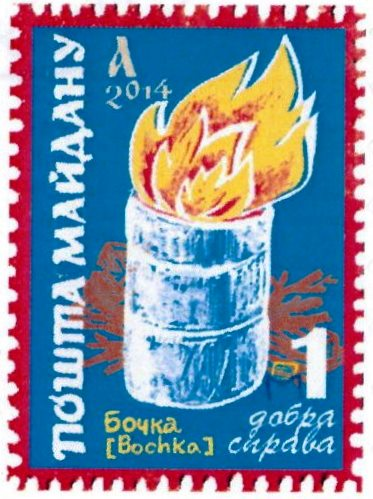
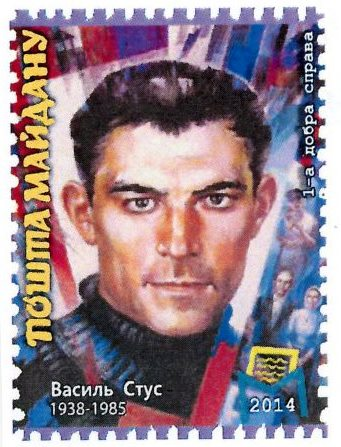

Листівки Пошти Майдану
Марки Пошти Майдану